# ピッツバーグサラダ

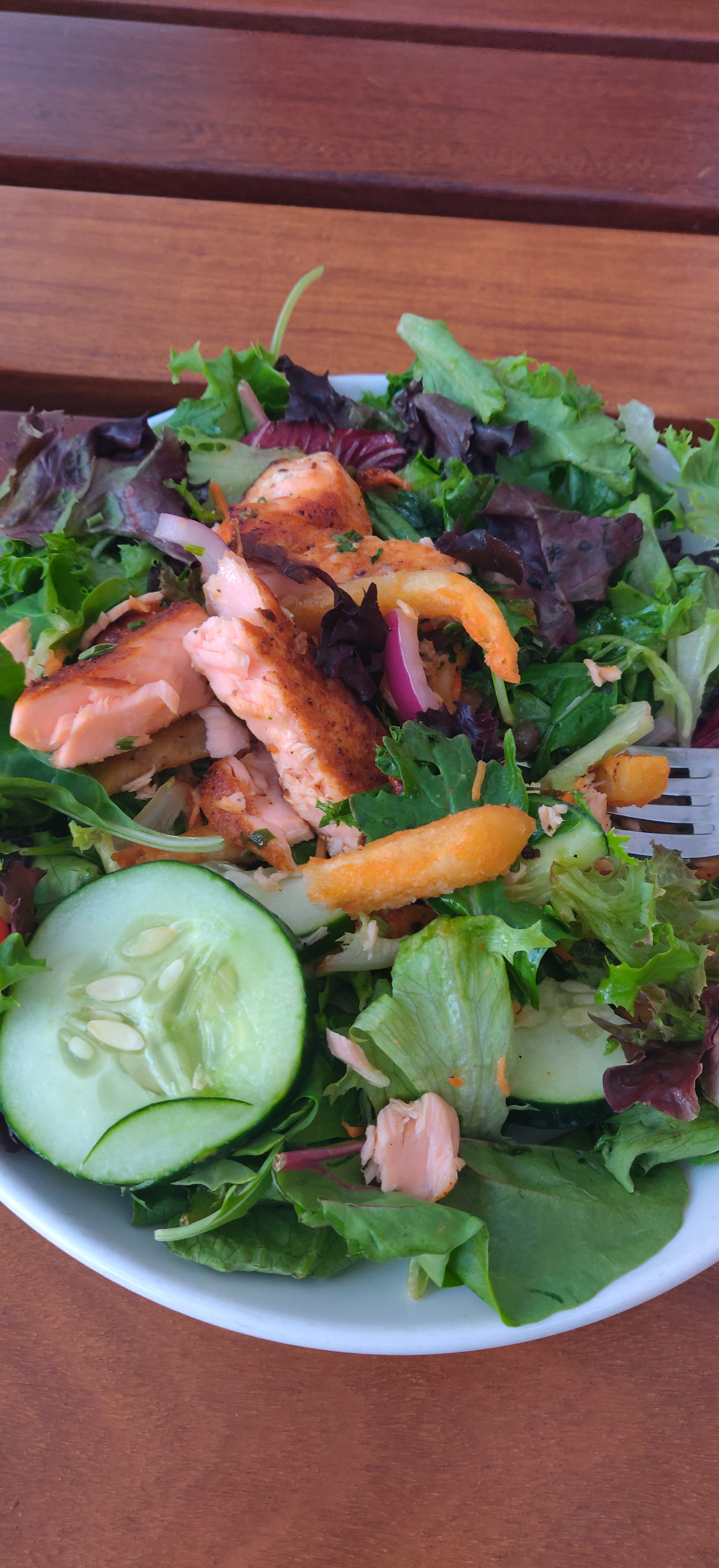
フライドポテトとサーモンの入ったピッツバーグサラダ

ピッツバーグサラダ(Pittsburgh salad)は、レタス等の野菜、グリルした肉、シュレッドチーズ、ランチドレッシング等を用い、さらに特徴としてフライドポテトも用いる。ペンシルベニア州西部の料理であるが、アメリカ合衆国全体で見られる。
フライドポテトとしては、カーリー、ワッフル、シューストリング等が用いられる。フライドポテトを加えることで温かさ、食感、塩味が加わり、サラダのボリュームをアップさせる。
ピッツバーグでは、もともと「ピッツバーグサラダ」と呼ばれていたわけではなく、「ステーキサラダ」「チキンサラダ」等と呼ばれていた。この料理を提供している、または提供していた地元のレストランには、Pamela's Diner、Whitfield、Eat'n Park等がある。
正確な起源は不明であるが、ペンシルベニア州ビーバーのJerry's Curb Serviceで作られたという説がある。1960年代初めのある夜、ある客がステーキサンドイッチのバンズ抜きでフライドポテトとサラダドレッシングを追加する注文をしたところ、Jerryの妻のDonna Reedがレタスのうえで似たものを作ったと言われる。ロチェスターのHilltop Grillも自身が発案者であると主張している。
ピッツバーグスタイルサンドイッチは、ピッツバーグサラダと似た具材で、肉、チーズ、フライドポテトを挟むが、サラダの方が食べやすく、重たくない。